# Томас Бормоліні
Томас Бормоліні (29 серпня 1991 , Сондало, Ломбардія ) — італійський біатлоніст. Член збірної Італії з біатлону. Учасник Олімпійських ігор і чемпіонатів світу.

## Кар'єра
У великих змаганнях бере участь від 2008 року. 2010 року дебютував у розіграші Кубка IBU. Перед сезоном 2014-2015 потрапив до складу збірної країни. Дебютував на етапах Кубка світу в індивідуальних перегонах у шведському Естерсунді 3 грудня 2014 року. Там він посів 19-те місце і набрав свої перші залікові бали.
Брав участь у змаганнях з лижних перегонів. 2013 року Бормоліні посів 55-те місце в лижному марафоні в італійському Лівіньо. 2014 року в аналогічних перегонах у швейцарському Самедані спортсмен був 89-им.

## Родина
Старший брат спортсмена Томас Бормоліні (нар. 1987) також займався біатлоном, проте рано завершив кар'єру через проблеми зі здоров'ям. Він займається тренерською діяльністю та очолює збірні Австралії та Бразилії з біатлону.

## Результати за кар'єру
Усі результати наведено за даними Міжнародного союзу біатлоністів.

### Олімпійські ігри
| Змагання                        | Інд. перегони | Спринт | Перегони пер. | Мас-старт | Естафета | Змішана ес. |
| Олімпійські ігри 2018 Пхьончхан | 56            | 51     | 48            | —         | 12       | —           |

### Чемпіонати світу
| Змагання                  | Інд. перегони | Спринт | Перегони пер. | Мас-старт | Естафета | Змішана ес. |
| 2015 Контіолахті          | 83            | 90     | —             | —         | 12       | —           |
| 2016 Гольменколлен        | 51            | 56     | 37            | —         | 11       | —           |
| 2017 Гохфільцен           | 59            | 46     | 48            | —         | 5        | —           |
| 2019 Естерсунд            | 43            | 43     | 27            | —         | 15       | —           |
| 2020 Антгольц-Антерсельва | 48            | 40     | 45            | —         | 7        | —           |
| 2021 Поклюка              | —             | 27     | 19            | 24        | —        | —           |

### Кубки світу
- Найвище місце в загальному заліку: 44-те 2021 року.
- Найвище місце в окремих перегонах: 13-те.
- 3 п'єдестали в естафетах: 1 друге місце і 2 третіх.

Станом на 15 січня 2021 року

#### Підсумкові місця в Кубку світу за роками
| Сезон     | Заг. залік |
| 2014-2015 | 67         |
| 2015-2016 | 88         |
| 2016-2017 | 98         |
| 2017-2018 | 58         |
| 2018-2019 | 46         |
| 2019-2020 | 47         |
| 2020-2021 | 44         |